# ZDF-Fernsehgarten
ZDF-Fernsehgarten est une émission de divertissement allemande, diffusée sur chaîne de télévision ZDF pendant les mois d'été le dimanche matin ainsi qu'un lundi férié également le matin en direct du parc du ZDF-Sendezentrum à Mayence.

## Histoire
La première émission a lieu le 29 juin 1986, présentée par Ilona Christen. L'émission anniversaire des 20 ans a lieu le 17 septembre 2006.
Pendant la saison 2007, ZDF-Fernsehgarten en collaboration avec le magazine Yam organise un concours de groupes d'écoliers qui fait partie du programme.
Le 8 juillet 2012, la prestation de Roland Kaiser est perturbée par des militants altermondialistes. Des suspects sont arrêtés deux semaines après.
Fin 2013, au vu de l'audience, le programme est diffusé toute l'année. Le plateau prend une couleur pour chaque saison.
Depuis 2014, le programme est disponible en audiodescription.

### Présentateurs
- Ilona Christen (1986–1992, 78 émissions)
- Ramona Leiß (1993–1999, 102 émissions)
- Andrea Kiewel (2000–2007)
- Dieter Thomas Heck (2001, une émission en intérim pendant la grossesse d'Andrea Kiewel)
- Ernst-Marcus Thomas (2008, 20 émissions)
- Andrea Kiewel (depuis 2009)
- Ingo Nommsen (présentation le 12 et le 19 août 2012[2])

Co-animateurs
- Jürgen Hingsen (1989)
- Kai Böcking (1996)
- Heike Maurer (1997)
- Thomas Ohrner (2001)
- Cherno Jobatey (2001)
- Wolfgang Lippert (2001)
- Gregor Steinbrenner (2000–2004)

Pendant la grossesse d'Andrea Kiewel en 2001, elle est soutenue par plusieurs co-animateurs comme Wolfgang Lippert, Cherno Jobatey et Thomas Ohrner.

## Contenu
Le contenu principal de l'émission est la prestation d'artistes allemands. Des chroniques traitent de la mode, de la cuisine, de la décoration, de la santé, du jardinage ou du sport (en particulier des nouveaux sports). La chronique de cuisine est animée depuis la première saison par Armin Roßmeier. Elles sont adaptées à l'absence d'un studio.

## ZDF-Wintergarten
De 1994 à 2000, une édition hivernale est diffusée pendant les dimanches de l'Avent à midi, animée par Ramona Leiß, Wolfgang Lippert, Heike Maurer, Michael Schanze et Norbert Schramm. Outre les rubriques habituels, des chroniques parlent des décorations de Noël et présentent les coutumes de Noël de différentes régions allemandes.

## tivi-Kinderfernsehgarten
En 1988 et 1999, une émission est adaptée à la chaîne pour les enfants ZDFtivi avec des artistes populaires auprès des enfants. De plus, les spectateurs peuvent voir les personnages de programmes tels que Tabaluga, Maya l'abeille ou Rudi de la série Siebenstein. Les émissions sont animées par Gregor Steinbrenner, Antje Pieper et Marco Ströhlein.

## ZDF-Fernsehgarten on Tour
En raison de sa popularité, le format de ZDF-Fernsehgarten est adaptée en 2014 pour être réalisée en tournée et prend le nom de ""Frühlings-, Herbst- et Adventsshows. Les émissions sont animées par Andrea Kiewel.
Trois émissions hivernales sont produites à la station d'Obertauern. Une est faite à Kitzbühel avec la présence de Hansi Hinterseer. Quatre émissions estivales sont réalisées à l'hôtel R2 Rio Calma à Fuerteventura. À l'automne, deux émissions sont faites au Schloßberg à Graz et à la station thermale de Merano. La saison se termine par deux émissions hivernales à Ellmau.
En 2015, l'édition hivernale commence par deux émissions à Sulden et une à Sankt Anton am Arlberg. Au printemps, deux émissions spéciales sont consacrées au schlager et aux années 1970, 1980 et 1990 à Wiesbaden. Puis trois émissions ont lieu à Tenerife. En automne, trois émissions sont données sur la promenade d'Ascona. Enfin, deux éditions d'hiver sont diffusées d'Alpe de Siusi.
ZDF-Fernsehgarten on Tour en 2016 commence au printemps avec trois émissions à Maspalomas. En hiver, trois émissions sont à Garmisch-Partenkirchen.
En 2017, l'émission revient à Costa Calma.

## Audiences
Jusqu'à 6 000 spectateurs peuvent être présents dans le jardin de l'émission.
L'audience de l'émission est en moyenne de deux millions de téléspectateurs pour une part de marché de 22 %.

## Source de la traduction
- (de) Cet article est partiellement ou en totalité issu de l’article de Wikipédia en allemand intitulé « ZDF-Fernsehgarten » (voir la liste des auteurs).